# جورجو د کیریکو
جورجو د کیریکو (به ایتالیایی: Giorgio de Chirico)؛ ( زاده ۱۰ ژوئیه ۱۸۸۸-درگذشته ۲۰ نوامبر ۱۹۷۸)،هنرمند نقاش، مجسمه‌ساز، و طراح اهل ایتالیا بود.
او پایه‌گذار جنبش هنر متافیزیکی بود که بر هنرمندان سوررئالیست قرن بیستم تأثیر بسیار گذاشت. پس از سال ۱۹۱۹ به تکنیک‌های نقاشی سنتی و سبک‌های نئوکلاسیک و نئوباروک رو آورد، گرچه مرتباً بازگشت‌هایی به مؤلفه‌های هنر متافیزیکی در آثارش به‌چشم می‌خورد.